# Franklin (keresztnév)
A Franklin középangol eredetű férfinév, jelentése: szabad polgár.

## Gyakorisága
Az 1990-es években a Franklin szórványos név, a 2000-es években nem szerepel a 100 leggyakoribb férfinév között.

## Névnapok
- nincs hivatalos

## Híres Franklinok
- Franklin, a teknős
- Benjamin Franklin (vezetéknévként)